# ユセフ・ムサクニ
ユセフ・ムサクニ（アラビア語: يوسف المساكني、英: Youssef Msakni、1990年10月28日 - ）は、チュニジア・チュニス出身のサッカー選手。カタール・スターズリーグ・アル・アラビ所属。チュニジア代表。ポジションはMF。

## 経歴

### クラブ
スタッド・チュニシエンでキャリアをスタートさせ、一年でチュニジア・リーグの強豪クラブエスペランス・チュニスに移籍した。2011年にはCAFチャンピオンズリーグで優勝し、FIFAクラブワールドカップ2011にも出場した。

### 代表
2009年12月14日、初めて代表に招集され、2010年1月9日にガンビア代表との親善試合で代表デビューを果たした。アフリカネイションズカップ2010では、グループリーグ第1戦のザンビア戦で同点においつくアシストを記録。しかし、負傷のため途中での代表離脱を強いられた。2011年にはアフリカネイションズチャンピオンシップに出場し優勝。また、2012年にはアフリカネイションズカップ2012に出場し、グループリーグのモロッコ戦とニジェール戦でゴールを記録、チームも決勝トーナメントに進出した。

## 代表歴

### 出場大会
- チュニジア代表
  - 2022 FIFAワールドカップ

### 試合数
- 国際Aマッチ 97試合 22得点（2010年-）[1]

| チュニジア代表 | 国際Aマッチ | 国際Aマッチ |
| 年             | 出場        | 得点        |
| -------------- | ----------- | ----------- |
| 2010           | 6           | 0           |
| 2011           | 0           | 0           |
| 2012           | 10          | 3           |
| 2013           | 9           | 1           |
| 2014           | 3           | 0           |
| 2015           | 6           | 0           |
| 2016           | 2           | 1           |
| 2017           | 11          | 4           |
| 2018           | 0           | 0           |
| 2019           | 15          | 2           |
| 2020           | 4           | 1           |
| 2021           | 11          | 2           |
| 2022           | 13          | 3           |
| 2023           | 7           | 5           |
| 2024           |             |             |
| 通算           | 97          | 22          |

## タイトル

### 国内タイトル
- チュニジア・リーグ : 4回

2008-09, 2009-10, 2010-11, 2011-12
- チュニジア・カップ : 1回

2010-11
- カタール・スターズリーグ : 5回

2013-14, 2014-15, 2016-17, 2017-18, 2019-20
- アミールカップ : 1回

2014-15

### 国際タイトル
- CAFチャンピオンズリーグ : 1回

2010-11
- アフリカネイションズチャンピオンシップ : 1回

2011
- アラブ・チャンピオンズリーグ : 1回

2009

### 個人
- チュニジア年間最優秀選手賞 : 2回

2012, 2017
- QFAアワーズ : 1回

2018